# Razzie Awards 1983
La 4ª edizione dei Razzie Awards si è svolta l'8 aprile 1984 all'interno della Third Street Elementary School di Los Angeles, per premiare i peggiori film dell'anno 1983. Le candidature erano state annunciate il giorno prima delle candidature ai Premi Oscar 1984.
The Lonely Lady è stato il film più premiato con sei premi incluso quello di peggior film. Lo stesso film è stato pure il più nominato, con undici candidature, seguito da Hercules, Stroker Ace, Lo squalo 3 e Due come noi con cinque nomination.

## Vincitori e candidati
Verranno di seguito indicati in grassetto i vincitori.
Ove ricorrente e disponibile, viene indicato il titolo in lingua italiana e quello in lingua originale tra parentesi.

### Peggior film
- The Lonely Lady, regia di Peter Sasdy
- Hercules, regia di Luigi Cozzi
- Lo squalo 3 (Jaws 3-D), regia di Joe Alves
- Stroker Ace, regia di Hal Needham
- Due come noi (Two of a Kind), regia di John Herzfeld

### Peggior attore protagonista
- Christopher Atkins - Nudi in Paradiso (A Night in Heaven)
- Lloyd Bochner - The Lonely Lady
- Lou Ferrigno - Hercules
- Barbra Streisand - Yentl
- John Travolta - Staying Alive (Staying Alive) e Due come noi (Two of a Kind)

### Peggior attrice
- Pia Zadora - The Lonely Lady
- Loni Anderson - Stroker Ace
- Linda Blair - Chained Heat
- Faye Dunaway - L'avventuriera perversa (The Wicked Lady)
- Olivia Newton-John - Due come noi (Two of a Kind)

### Peggior attore non protagonista
- Jim Nabors - Stroker Ace
- Joseph Cali - The Lonely Lady
- Louis Gossett Jr. - Lo squalo 3 (Jaws 3-D)
- Anthony Holland - The Lonely Lady
- Richard Pryor - Superman III

### Peggior attrice non protagonista
- Sybil Danning - Chained Heat, Hercules
- Bibi Besch - The Lonely Lady
- Finola Hughes - Staying Alive
- Amy Irving - Yentl
- Diana Scarwid - Strange Invaders

### Peggior regista
- Peter Sasdy - The Lonely Lady
- Joe Alves - Lo squalo 3 (Jaws 3-D)
- Brian De Palma - Scarface
- John Herzfeld - Due come noi (Two of a Kind)
- Hal Needham - Stroker Ace

### Peggior sceneggiatura
- Ellen Shepard, John Kershaw e Shawn Randall - The Lonely Lady
- Tom Hedley e Joe Eszterhas - Flashdance
- Luigi Cozzi - Hercules
- Richard Matheson, Carl Gottlieb e Guerdon Trueblood - Lo squalo 3 (Jaws 3-D)
- John Herzfeld - Due come noi (Two of a Kind)

### Peggior esordiente
- Lou Ferrigno - Hercules
- Loni Anderson - Stroker Ace
- Reb Brown - Il mondo di Yor
- I delfini urlanti Cindy e Sandy - Lo squalo 3 (Jaws 3-D)
- Finola Hughes - Staying Alive

### Peggior canzone originale
- The Way You Do It, musica e testo di Jeff Harrington e J. Penning - The Lonely Lady
- Each Man Kills the Thing He Loves, musica di Peer Raben, testo di Oscar Wilde - Querelle de Brest (Querelle)
- Lonely Lady, musica di Charlie Calello, testo di Roger Voudouris - The Lonely Lady
- Yor's World!, musica di Pauline Hanna, Cesare De Natale, Guido e Maurizio De Angelis, testo di Pauline Hanna, Cesare De Natale, Barbara Antonia e Susan Duncan-Smith - Il mondo di Yor
- Young and Joyful Bandit, musica di Peer Raben, testo di Jeanne Moreau - Querelle de Brest (Querelle)

### Peggior colonna sonora
- The Lonely Lady, musiche di Charlie Calello, Jeff Harrington, J. Penning e Roger Voudouris
- Querelle de Brest (Querelle), musiche di Peer Raben
- Superman III, colonna sonora arrangiata e diretta da Giorgio Moroder
- Yentl, musiche di Michel Legrand, testi di Marilyn ed Alan Bergman
- Il mondo di Yor, musiche di John Scott, Guido e Maurizio De Angelis

## Statistiche vittorie/candidature
Premi vinti/candidature:
- 6/11 - Il prezzo del successo (The Lonely Lady)
- 2/5 - Hercules (Hercules)
- 1/5 - Stroker Ace (Stroker Ace)
- 1/2 - Chained Heat (Chained Heat)
- 1/1 - Nudi in Paradiso (A Night in Heaven)
- 0/5 - Lo squalo 3 (Jaws 3-D)
- 0/5 - Due come noi (Two of a Kind)
- 0/3 - Yentl (Yentl)
- 0/3 - Staying Alive (Staying Alive)
- 0/3 - Il mondo di Yor (Il mondo di Yor)
- 0/3 - Querelle de Brest (Querelle)
- 0/2 - Superman III (Superman III)
- 0/1 - L'avventuriera perversa (The Wicked Lady)
- 0/1 - Strange Invaders (Strange Invaders)
- 0/1 - Scarface (Scarface)
- 0/1 - Flashdance (Flashdance)